# Guerra Civil Centro-Americana
Guerra Civil Centro-Americana foi uma conflagração militar que começou em outubro de 1826 quando o presidente da República Federal da América Central Manuel José Arce dissolveu o Congresso e o Senado da América Central, aconselhado pelos líderes do clã Aycinena, e tentou estabelecer um sistema unitário aliando-se com os conservadores da Guatemala. Nesta situação, ficou sem o apoio de seu partido, o liberal. Desta guerra civil na região surgiria a figura dominante do general liberal hondurenho Francisco Morazán.